# 水澤まお
水澤 まお（みずさわ まお、1990年6月25日 - ）は、日本の元AV女優。

## 略歴・人物
2010年11月、アダルトビデオメーカー・プレステージの専属女優「永沢まおみ（ながさわ まおみ）」としてAVデビュー。デビュー時のプロフィールでは、生年月日を1987年5月26日としていた。所属事務所は名東。
2012年4月から活動を休止していたが、2012年7月23日に「水澤まお」としてのブログを新たに開設し、初回の投稿で前月末から活動を再開していたことを明かした。所属事務所はエンプレス。
2014年11月、公式ブログで同月で引退したことを発表（ブログは後に削除）。
2016年12月よりAVプロダクション・アトラクティブのマネージャーとなった。

## 出演作品

### アダルトDVD

#### 「永沢まおみ」名義
2010年
- 私といっしょに♥AV作りませんか? 06（11月5日、プレステージ）
- 職女。 File09 大量に失禁しながら延々とイキ続ける超美形OL（12月2日、プレステージ）

2011年
- Citylife 01（1月1日、プレステージ）
- 従順ペット候補生 ♯003（3月8日、プレステージ）
- （素）シロウトTV × PRESTIGE PREMIUM 02（3月8日、プレステージ）他出演:花凛、芹菜ひなた、宮間葵 ほか
- 永沢まおみが、あなたのお宅に一泊します。（4月5日、プレステージ）
- 一泊二日、美少女完全予約制。 6 ?永沢まおみの場合?（5月20日、プレステージ）
- WATER POLE 03（6月10日、プレステージ）
- 父が語った家族が近くにいてもジュブジュブとマ○コをいじるド変態オナニストになってしまった娘（7月7日、SODクリエイト）
- あなたの朝勃ちヌキに行きます。 10（7月12日、フルセイル）
- 女教師in… ［脅迫スイートルーム］ Teacher Maomi（25）（8月15日、ドリームチケット）
- 抑え切れないボクの欲望 兄貴の嫁さん（8月20日、ヒビノ）
- ザ・リアル映像 『ギャンブル狂の若妻が、旦那に内緒で借金返済、脅してチ◯ポを突っ込んだら、真っ赤な顔して感じやがった』（8月25日、ながえスタイル）
- 脱がないお姉さんに抜かれたい（9月15日、ワープエンタテインメント）他出演:芦名未帆、まりか、森ななこ、木下若菜、有村千佳、園田ユリア、仁科百華、秋吉ひな
- メイド in Prin（10月7日、みるきぃぷりん♪）
- 奴隷色のステージ 18（10月7日、アタッカーズ）共演:志保、遥めぐみ、柚奈りり
- やりまん女 ハメ潮、ヌキ潮、失禁おもらしビッチャビチャLIVE（10月19日、ドグマ）
- 毎朝、通勤電車で目が合う。即勃起してしまうくらいキレイなギャルを尾行してみたら、中年オヤジと不倫して潮を吹きまくるド変態だったので、冴えないダメダメな僕も思い切って声をかけてみた!!!（11月5日、GARCON）
- 潮吹きマンション ?最近、水漏れがするんです。?（11月7日、マドンナ）共演:成瀬心美
- 淫乱ハメ潮ずぶ濡れセックス（11月19日、乱丸）
- おじいちゃんスプラッシュ （11月25日、Fantasista）
- 媚薬痴漢（12月22日、ナチュラルハイ）他出演:前田陽菜、藤原ひとみ
- 女をイカセ続けるとどうなるかテスト（12月23日、EROTICA）

2012年
- 奴隷秘書課の女たち 2（1月7日、アタッカーズ）共演:霧島あんな、そらのゆめ
- 奴隷色のステージ 20（1月7日、アタッカーズ）共演:黒木麻衣、後藤リサ
- 1発出しても、まだギンギン!出張マッサージで暴発したチ○ポを開き直って見せつけたら?（1月19日、アイエナジー）他出演:後藤リサ、眞木あずさ ほか
- マ●コ・ペニクリ全員激潮浴びまくり大乱交（1月25日、OPERA）共演:さとう遥希、白鳥らん、楓きみか
- 働く女が堕ちていくまで 2（2月3日、KINKY FACTORY）
- 女社長と秘書のWハメ潮洪水オフィス（2月13日、マルクス兄弟）共演:朝桐光
- 生中出し新入女子社員 18（2月17日、BAZOOKA）他出演:遠藤芽衣、椎名柚希、若菜亜衣、あやせめる ※レンタル作品
- 史上最高の潮吹きレズビアン（2月19日、アンナと花子）共演:米倉真央
- 家庭教師に媚薬を飲ませたら効きすぎて白目を剥くほどセックスしたがって困った 3（2月23日、ナチュラルハイ）他出演:愛乃、桃音まみる
- 病棟に響く潮吹き噴射音（2月25日、美）
- 気持ち良すぎて大量潮吹き! 本能剥き出しビショ濡れ女子校生（3月1日、ワンズファクトリー）他出演:さとう遥希、美咲結衣、間宮純、米倉真央、神木なな、篠めぐみ、秋野みさき、葵なつ、麻田サラ
- お義姉さんのお風呂場フェラ（3月25日、ネクストイレブン）他出演:小桜りく、柏木鈴、沖田香里奈、立花さや、新藤あずさ、水川えみり
- 新生潮吹きクイーン（3月25日、赤青黄）
- ザ・人妻映像 専業主婦が夫以外に抱かれた（3月25日、サイドビー）他出演:平子さおり、管野しずか
- ぬるまんイジりっぱなしの自画撮りオナニー（3月25日、Fantasista）他出演:前田陽菜、園田ユリア、成瀬心美、深田梨菜、長谷川聖那、桃井レイ、南あやか、藤本カレン、赤西ケイ、浜崎りお、泉麻那、つぼみ
- 全裸美女性反応実験室 1（3月25日、草葉プロ）
- いけない女たち 5（3月30日、LEO）他出演:北川美緒、真木今日子 ※レンタル作品
- 真フェラチ王（3月31日、MARRION）
- 騎乗位ディルド自慰（4月1日、ワンズファクトリー）他出演:さとう遥希、一ノ瀬アメリ、朝桐光、夏乃向日葵、秋野みさき、菅野由紀、早坂愛梨、仲本紗代、椎名ひかる
- オヤジな僕でも出来た!! 10代の黒ギャル先生に習う!! 30歳以上童貞オヤジ初めての潮吹き入門!!!（4月5日、GARCON）共演:つばさ、来栖千夏、岸本百華
- 生中出し新入女子社員 増員版（4月13日、BAZOOKA）他出演:遠藤芽衣、椎名柚希、若菜亜衣、あやせめる、北川瞳、沙耶、坂野由梨、杏子ゆう、鮎川千里 ※『生中出し新入女子社員 18』を収録したセル作品
- 徹底検証! うぶでエッチな新人ヘアメイクさんを現場で口説いたら何処までヤレるのか!（4月13日、マルクス兄弟）共演:赤西ケイ 他出演:小西友梨、西山真理、荒木ありさ、杏子ゆう
- 淫乱大噴水 イグイグ大乱交（4月19日、乱丸）共演:さとう遥希、琥珀うた、青山遥
- 解禁!! 初中出し!（5月1日、マナドル）
- 狭い場所の圧迫感と息もできない連続絶頂が女を狂わせる! ?電話BOX、トラック荷台、エレベーター、ビルの隙間?（5月10日、ナチュラルハイ）他出演:桐原さとみ、葵なつ、相島奈央
- 寝ている女性にイタズラしていたら逆に生ハメを求められて、もう発射しそうなのにカニばさみでロックされて逃げられない! 2（5月24日、アイエナジー）他出演:水嶋あずみ、深田梨菜、はるか真菜
- 「家庭教師に媚薬を飲ませたら効きすぎて白目を剥くほどセックスしたがって困った ダンディVer.」 VOL.1（5月24日、DANDY）他出演:美泉咲、魅麗
- 彼女に試そうと隠していた媚薬を姉が勝手に使って僕の部屋で発情（5月24日、ROCKET）他出演:山本美和子、北川いつき、上原亜衣
- 初めてなのに素人さんに（神）潮吹き体験させちゃいます!!（5月25日、おかず。）他出演:大槻ひびき、前田陽菜
- カラダで稼ぐ人妻の回春睾丸マッサージ 2（6月7日、アイエナジー）他出演:水嶋あずみ、はるか真菜、深田梨菜、けい
- 泥酔お姉さん ピュアな素肌が僕の股間を刺激する（6月10日、ホットエンターテイメント）他出演:間宮ココ、水沢真樹、小峰奈緒、松下紗弓、本多成実
- 美人顔のわりに卑猥すぎるスキモノ女子（6月15日、濡れマンJAPAN）他出演:沖田香里奈、立花さや
- ハメ潮絶 叫イキ狂い乱交（7月1日、ZUKKON/BAKKON）共演:琥珀うた、大槻ひびき、相島奈央
- 口だけでイカす! 手を使わない極上フェラチオ!!（7月15日、ワンズファクトリー）他出演:愛花沙也、青木美空、武井麻希、椎名ゆな、さとう遥希、木村つな、春日野結衣、河西ちなみ、山本美和子
- フィオーレ!メルピュア（8月10日、GIGA）共演:海宝美羽、原田ちか、春希ゆきの、沙月由奈
- * ザ・フェラ映像 フェラチオ×14人（9月25日、サイドビー）他出演:松すみれ、あすかみみ、おぐりみく、北川瞳、青空小夏、大槻ひびき、結城みさ、鈴木ミント、平子さおり、安西優子、阿利希キリア、有村千佳、木下若菜
- ワケあり奥様AV出演 8時間 special（10月12日、BAZOOKA）他出演:あかり優、杏子ゆう、向井恋、沙耶、七瀬あさ美、中島流香、藤北彩香、真木今日子、愛花沙也
- 義姉と2人っきりになったら突然おしゃぶりしてきた…（10月20日、ネクストイレブン）他出演:鈴木カノン、菊川里菜、小桜りく、水上えみり、柏木鈴、沖田香里奈、立花さや、つくし、成美雪菜、杉浦美里、新堂あずさ

#### 「水澤まお」名義
2012年
- 澄ました顔が生意気な小悪魔キャバ嬢を酔わせて連れ込み優しくしたらどうなるか?（9月18日、月刊パンチDX）他出演:星野梨愛、水城りあ
- 恋するアスリートレズビアン（9月19日、アンナと花子）共演:大橋くる実
- OL中出しバス痴漢（10月2日、DOC）他出演:舞阪エリル、栗栖リア、稲川なつめ
- 背伸びした従姉妹ギャルに欲情したので無理ヤリ脱がして身体を弄び強引に感じさせたら親戚だけどヤレるのか!?（10月9日、月刊パンチDX）他出演:堤あいる、水城りあ
- 裏風俗のちょんの間で執拗に責め興奮させ感じさせた所でバレないようにゴム外して生本番できるのか?（10月16日、月刊パンチDX）他出演:星野梨愛、堤あいる
- 絶対に手を出してはいけない相手が夜這いしてきた…さてどうする? 2（10月18日、AKNR）他出演:春原未来、向井恋、かすみりさ
- 昼下がりの人妻カフェにふらりと入ったら、隣に座った若妻が夫には見せないパンチラで俺のチ○ポをその気にさせた（10月18日、SWITCH）他出演:Sumire ほか
- 高額バイトに集まってきた素人娘 vol.20（10月20日、最強）他出演:小川響子、鏑木みゆ、桐谷ユリア、間宮純、北川瞳、稲川なつめ、梅宮彩乃、前澤あきな、舞阪エリル、佐月麻央、小嶋千明、木下若菜、大西皐月 ほか
- ワリキリ発情妻 vol.13 上半身は貞淑、下半身は劣情おマ●コな困った若妻。（10月31日、アマリリス）他出演:大石美咲、蒼井ななせ
- 働くオンナ喰い 2 美脚看護師を喰い散らかす!!（11月1日、プレステージ）他出演:RENA、香島りょう、美緒みくる
- 性感レズエステ 2 女にイカされる汁だく敏感娘達（11月2日、クリスタル映像）他出演:柳田やよい、桜瀬奈、小倉もも、辺見麻衣、御手洗公子
- 「仕事中に尿意を我慢できず会社の死角で隠れションする お尻丸出しインテリOLはヤられても拒めない」 VOL.2（11月8日、DANDY）他出演:大堀香奈、大城かえで、志保
- これぞ究極の姉妹喧嘩! 姉の目の前で旦那を犯す妹（11月8日、AKNR）他出演:大槻ひびき、かすみりさ、相葉レイカ ※「水沢真央」名義
- まさか! お姉ちゃんが超ドM!? 我が家では『私のプリン食べたでしょう!』など下らない理由でいつも姉弟ゲンカ!!ある日、勢い余ってお姉ちゃんの胸を思わず鷲掴みしたらお姉ちゃんが、急に顔を赤らめてモジモジしだして超ドM女に!!（11月8日、Hunter）他出演:和希さやか、綾瀬ティアラ、月本衣織、椎名ひかる、葵なつ
- 新人風俗嬢は本番難しいけど… 訳アリ金ナシの“弱みにつけ込み”お店に内緒で強引にヤレるのか?（11月13日、月刊パンチDX）他出演:西城玲華、荒木ありさ、藤沢未央
- 旅先で知らない男に夜這いさせたら敏感な身体を震わせ身を委ねてしまった最愛の妻（11月13日、月刊パンチDX）他出演:宮崎由麻 ほか
- 汚パンティー（11月16日、OFFICE K'S）他出演:Maika、瀬名あゆむ、水嶋あい、小滝みい菜
- スケベ熟女 欲求不満妻と相互オナニー。（11月16日、熟オナ専科）他出演:有村千佳、杏子ゆう、西野エリカ、桐岡さつき
- 近親羞恥相姦 兄嫁の恥汁（11月20日、スターパラダイス）
- 極・縛馬 其の六（11月20日、MAD）
- 絶対に手を出してはいけない相手をレズ夜這い 6（11月22日、AKNR）共演:相葉レイカ 他出演:飯田あかり、春宮ひなの、立花さや、瀬戸ひまり、七瀬あさ美、和希さやか
- チ○ポ、マ○コが女性の日常用語淫語しか言わない世界（11月22日、ROCKET）他出演:Maika、芹沢つむぎ、桐原さとみ
- OL×アフター5=大乱交（12月1日、DOC）共演:芹沢つむぎ、小西レナ、栗山朋香、朝倉いつき
- 彼女がいる目の前でこっそりノーブラ・ノーパンになった女友達に手コキされた俺（12月6日、AKNR）他出演:平山こずえ、Sumire、かすみりさ、相葉レイカ
- エッチな騎乗位で抜いてあげる 積極的なオンナの子!覚悟してね!男子たち!（12月11日、TOY★GIRL）
- ハメ潮!イキ潮!飲み潮!乱交エッチ! 3（12月20日、SODクリエイト）共演:つぼみ、大槻ひびき、青空小夏、松下ひかり、朝倉ことみ
- 密着施術に勃起しちゃったチンポに興奮して、自分のアソコに擦り付けちゃうスケベなお姉さん（12月21日、OFFICE K'S）他出演:小滝みい菜、Maika、友田彩也香
- 謝礼を払うのでマッサージ器のモニタリングをアナタの身体で試させて下さい! vol.1（12月21日、最強）他出演:祐花凛、山本美和子、陽咲花音、片瀬沙里菜、瀧川花音、若菜亜衣 ほか
- 美4周年記念作品 淫乱痴女集団 6時間SPECIAL -極上のテクニックで責め続けるオンナ達-（12月25日、美）共演:波多野結衣、小早川怜子、星野あかり、春原未来、前田陽菜、東尾真子、結城みさ、乃亜

2013年
- 美脚OLの蒸れたパンストでいじめられた僕（1月5日、フリーダム）他出演:雨宮真貴、Sumire、稲川なつめ
- イッたら出ちゃう女たちの失禁オナニー（1月5日、OFFICE K'S）他出演:小滝みい菜、松下ひかり、友田彩也香、木村つな
- THEガチンコプロレズ 7 潮!潮!ロメロスペシャルで潮噴出!（1月10日、サディスティックヴィレッジ）共演:さとう遥希
- 隣のお姉さんのデカ尻についムラムラ 豊満ヒップをオカズにオナっていたら…逆に犯されちゃった 2（1月11日、クリスタル映像）他出演:大堀香奈、及川はるな、大崎美佳
- MOODYZファン感謝祭 バコバコ中出しキャンプ2013 ハイテンション中出しサバイバル!!（1月13日、MOODYZ）共演:星崎キララ、宮村恋、荒木ありさ、hinano、東尾真子、ありさ、平子知歌
- 月刊 パンティストッキングマニア Vol.13（2月1日、OFFICE K'S）他出演:瀬名あゆむ、友田彩也香、市原さとみ、松下ひかり、木村つな、Maika
- OLの顔騎放尿 ?ムッチリ尻でみっちりイジメられた僕?（2月5日、フリーダム）他出演:雨宮真貴、Sumire、稲川なつめ
- 女教師の強制射精指導（2月5日、フリーダム）共演:雨宮真貴、Sumire、稲川なつめ
- 私の自慢の妻を犯してください（2月10日、ブリット）他出演:未来ひかり、栗咲ユリカ、藤井らん ※「鈴木まお」名義
- 子供を産んでから夫にも言えないくらい感度があがってしまった若妻の通う骨盤矯正院を覗いてみると…（2月13日、DOC）他出演:神田心美、西尾あやか
- 妻が●●●をしている間に、目を盗んで自分に谷間やパンツを見せて誘惑する妻の友達。初めは冗談かと疑いつつも、完全に誘ってる?!すぐ隣にいるにも関わらず、淫らにカラダを交わらせる禁断の肉体関係。（2月22日、SCOOP）他出演:Maika、一ノ瀬れいな、大森美玲、友田彩也香
- 大胆パンチラで挑発され、ま○こ見せつけられながらパンツで手コかれちゃった僕。（2月25日、アロマ企画）他出演:宇佐美なな、北川瞳、吉井みな
- 淫乱W痴女係長 -男の五感を究極に興奮させる極上の責め-（2月25日、美）共演:椎名ゆな
- 脚責め天国! 集団美脚イジメ 魅惑の女子校編（3月1日、OFFICE K'S）他出演:深田梨菜、当真ゆき、五十嵐純子、水城りあ、Sumire、篠めぐみ、波多野結衣
- 大噴射潮吹きバズーカ女（3月7日、プレミアム）
- 女子校生パンティーズボズボコキ（3月15日、OFFICE K'S）他出演:みなみ瀬奈、飯田せいこ、沙月由奈、平子知歌
- 残業中のOLが誰もいない事を確認してオフィスでこっそりオナニー開始！その現場を男性社員に見られても止めるどころか逆レイプ!!（3月22日、SCOOP）他出演:Maika、夏目優希、朝霧メイサ、北川エリカ
- 歯を磨く女（3月23日、稀有）他出演:大槻ひびき、Sumire、青山沙希、稲川なつめ ほか
- 真面目ほどドスケベ 働く女のむれた肉体（3月25日、サイドビー）他出演:西園寺れお
- JKオマンコ見せつけ脚コキ（4月5日、OFFICE K'S）他出演:岩佐あゆみ、篠めぐみ、Sumire、高沢沙耶、五十嵐純子
- 家庭教師がノーブラで… 軽い気持ちでちょっかい出したらチョー肉食系でチ○コ握ってはなしてくれない（4月12日、クリスタル映像）他出演:有村千佳、橘ひなた、希咲あや
- ネバネバスペルマ 4（4月19日、精液本舗）
- M男ED集中治療室（4月19日、OFFICE K'S）他出演:あずみ恋、Sumire、五十嵐純子、水城りあ
- ノーブラ睾丸回春エステ（4月25日、アロマ企画）共演:光月まや 他出演:小倉もも、手嶋あおい、桐原さとみ、未来ひかり、水城りあ、成宮ひより
- 直下型&M字パンチラ挑発 誘惑お姉さん編（5月13日、アロマ企画）他出演:宮瀬リコ、朝霧メイサ、川原美咲、荒木ありさ、水城りあ、木崎実花、雪城まどか
- 淫猥レズバトル 投稿シナリオVer LEVEL.04 双璧の美人女子アナウンサー編（5月23日、DEEP'S）共演:友田彩也香
- 足裏パラダイス 4（5月23日、稀有）他出演:春原未来、早乙女らぶ、平原みなみ ほか
- 油断して失禁した隣の人妻は偶然居合わせて勃起した僕を見て羞恥心で興奮が止まらない（6月6日、SWITCH）他出演:大槻ひびき、宇佐美なな
- トリプルV.I.Pスプラッシュ 大量潮吹き30リットルスペシャル（6月7日、プレミアム）共演:上原亜衣、大槻ひびき
- 応募即撮りH系 4（6月7日、NON）他出演:あすか ※「ちえみ」名義
- レズ友100人出来るかな!? 女の子だけの素人レズナンパ!（6月10日、ホットエンターテイメント）他出演:加藤ツバキ、琥珀うた
- ハメ潮!イキ潮!飲み潮!4Pエッチ! 4 （6月20日、SODクリエイト）他出演:上原亜衣
- つい先日まで綿パンを履いていた妹がTバックに…。見てしまった俺は、思わずフル勃起。妹にも見られて最悪だと思いきや、妹がヨダレを垂らしながら美味しそうにチ○ポに喰らいついてきてしまった件（6月21日、NON）他出演:瀧川花音、持田美琴、蒼乃ミク、柳瀬ミリヤ、大桃りさ
- レズビアンの姑に言い寄られ戸惑いを隠しきれない嫁 2（6月25日、ジャネス）共演:仲間麗奈
- M男レイプ!!ボンテージ・クィーン ACT.05（6月25日、未来 フューチャー）
- Boots ボンデージ DE 病みつき手コキ性感 3（6月25日、未来 フューチャー）他出演:Maika、波多野結衣、宮間葵、初美沙希、有村千佳
- オジ様のテクニックに酔いしれる‥ お金のない女たち。（6月26日、サイドビー）他出演:琥珀うた、翔田千里
- 堕ちていく人妻 ごめんなさい…カラダで払います…。（6月25日、サイドビー）他出演:杉本蘭、細川まり
- 嫁姑レズ ?夫の知らない淫欲同居?（7月1日、U&K）共演:矢部寿恵
- 女王様サディズム 2 M男脳でイク快感（7月15日、未来 フューチャー）
- レズ奴隷 VOL.8 主従狡翻・崩れ落ちる気品高い女社長の威厳（7月18日、DEEP'S）共演:椎名ゆな、芹沢つむぎ
- 黒人&白人FUCK（8月1日、グローリークエスト）
- 真夏の蒸れ臭!! 汚まんこクンニ（8月2日、OFFICE K'S）他出演:朝倉ことみ、飯田せいこ、友利ルナ、沙藤ユリ
- 無限アクメ×激潮自爆 ジョギング娘捕獲編（8月2日、モビー・ディック）
- レズられて 学校でよくある禁断な関係 5（8月5日、ジャネス）共演:平山こずえ
- 拘束強制射精エステ（8月5日、フリーダム）他出演:瀬名あゆむ、ありさ、雨宮琴音、橘ひなた
- 高学歴の超高飛車女教師に媚薬を仕込んだら… 潮吹き痙攣チ○ポキ○ガイ スパルタ淫語野外教室（8月8日、V&Rプロダクツ）共演:朝倉ことみ、朝桐光